# 三十三銀行
株式会社三十三銀行（さんじゅうさんぎんこう、英語: San ju San Bank,Ltd.）は、三重県四日市市に本店を置く三十三フィナンシャルグループ（三十三FG）傘下の地方銀行である。三重県および愛知県ならびに岐阜県の一部を営業区域とする。四日市市の指定金融機関である。

## 概要
2021年（令和3年）5月1日に第三銀行と三重銀行が合併して発足した。存続会社は第三銀行であるが、本店および銀行コードは三重銀行のものを継承し、本社機能は三重銀行の本店に集約された。松阪市の旧第三銀行本店には「松阪本店営業部」を設置した。旧第三銀行頭取だった岩間弘が会長に、旧三重銀行の頭取だった渡辺三憲が頭取に就任した。
基幹系システムは、他行との連携を視野に、採用行の多い旧第三銀行が採用していた日立製作所製のNEXTBASEに一本化した。一方、旧第三銀行の通帳は合併後に使用不可となったため、窓口（いずれの店舗でも可）ないしは旧第三銀行のATMでの繰越が必要になった。この関係で、旧三重銀行のATMでは旧第三銀行の通帳が使えず（繰越も不可）、旧第三銀行のATMでは旧三重銀行の通帳が使えるようになったことが、ATMに貼られたステッカーで案内されている。
旧三重銀行は三重県北部、旧第三銀行は三重県中部・南部を地盤としていた。
県外では愛知県内（特に名古屋市周辺）を中心に店舗を展開。また、旧第三銀行の営業エリアであった近畿中南部（大阪府・奈良県・和歌山県）に複数店舗、ほか岐阜県大垣市や東京都に1箇所ずつ店舗を持つ。
第三、三重の両行は2018年（平成30年）に三十三FGを設立して経営統合し、傘下に入っていた。合併により東海地方の地方銀行では5番目、三重県では百五銀行に次ぐ規模となる。

## 行名の由来
旧・三重銀行と旧・第三銀行を合併、すなわちプラス(+)することから「三+三」とし、『+』を漢数字の『十』に見立てて「三十三」とした。
旧・三重銀行の『三重』が「さんじゅう」とも読めるため、旧・第三銀行の『三』を併せて「三重三 ＝ 三十三」に見立てたとも言われている。
なお、名称が似ていた国立銀行の第三十三国立銀行とは無関係である。

## 沿革

### 前身行
（旧）第三銀行
（旧）三重銀行

### 経営統合後
- 2018年（平成30年）4月 - 第三銀行と三重銀行が経営統合し、金融持株会社である三十三フィナンシャルグループを設立。両行はその下に並列する[11]。
- 2021年（令和3年）4月26日 - 金融庁が第三銀行と三重銀行の合併を認可[12]。
- 2021年（令和3年）4月30日 - 合併後の新銀行発足に向けてATMやオンラインサービスを順次一時的に休止[7]。5月5日に再開[5]。

### 合併後
- 2021年（令和3年）5月1日 - 第三銀行と三重銀行が合併し、三十三銀行として発足[8]。

## 営業政策
旧三重銀行は三重県北部の大企業や中堅企業、旧第三銀行は三重県中南部の中小企業や個人事業主を経営地盤としていた。
合併に先立ち、第三銀行名古屋支店を三重銀行の名古屋法人営業部内にブランチインブランチ方式で移転、建物を大和ハウスに譲渡した。2022年（令和4年）7月までに29店舗を同方式により削減する方針を打ち出している。

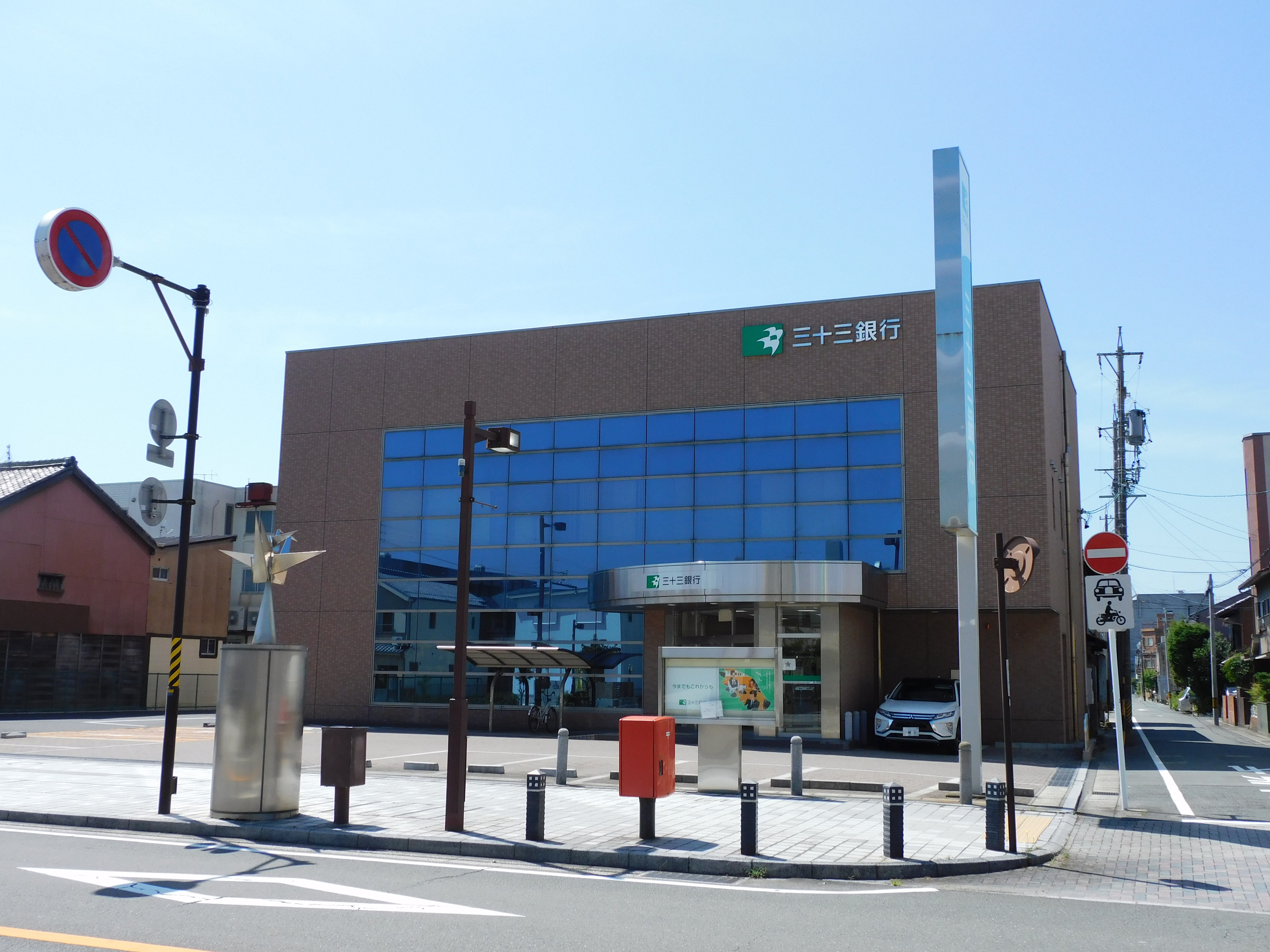
桑名支店（旧・第三銀行支店）[注 3]
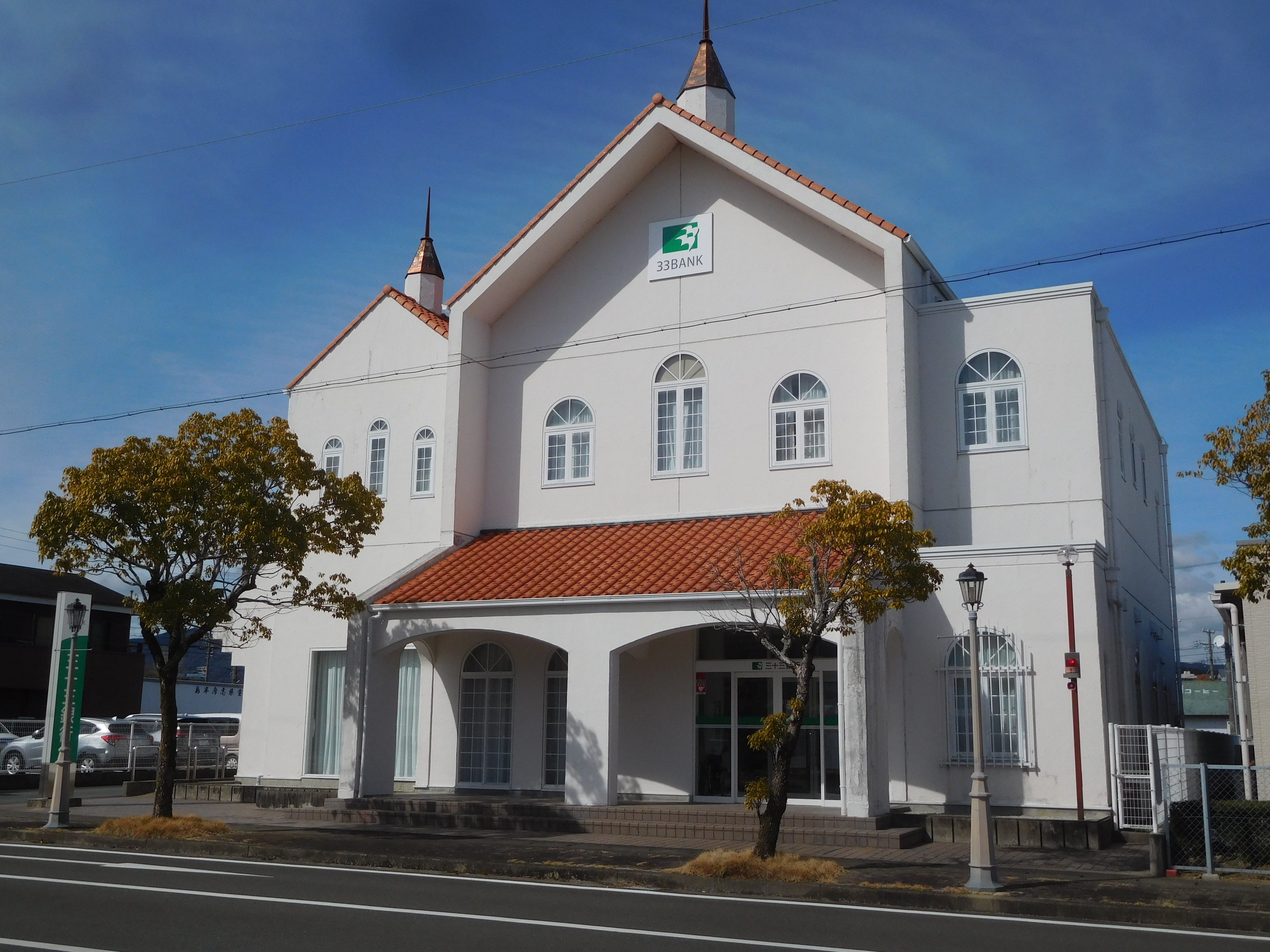
磯部支店（旧・第三銀行支店）

## イメージキャラクター
三十三FG設立後の2019年（令和元年）5月に、第三銀行・三重銀行共通のイメージキャラクターとして、サンリオのポムポムプリンを採用。両銀行の合併後も三十三銀行のイメージキャラクターとして引き続き起用している。

## グループ会社
- 三十三総研
- 三十三リース
- 三十三カード
- 三十三信用保障
- 三重総合信用
- 三十三コンピューターサービス
- 三十三ビジネスサービス
- 三重リース
- 三重銀コンピュータサービス
- 第三カードサービス

### 注
1. ↑  ディスクロージャー誌では1927年（昭和2年）7月24日としている[2]。
2. ↑  ブランチインブランチ方式により統合された店舗を含む[2]。統合された店舗数を除く営業拠点数は124拠点[2]。
3. ↑  2021年10月11日付で桑名中央支店（旧・三重銀行支店）を[14]、2022年12月5日付で伊勢長島支店（旧・第三銀行支店）をブランチインブランチ方式で移転統合[15]。